# Mont Jacques-Cartier
Pour les articles homonymes, voir Jacques Cartier (homonymie).
Ne doit pas être confondu avec Massif du lac Jacques-Cartier.
Le mont Jacques-Cartier est, avec ses 1 270 m d'altitude, le point culminant des monts Chic-Chocs et du Sud du Québec, dans les Appalaches. Il domine aussi le parc national de la Gaspésie. Il est possible d'observer des caribous à son sommet.

## Géographie
Il est l'endroit le plus méridional au Québec où le pergélisol est présent. Le plateau sommital est caractérisé par une végétation de toundra alpine et des éléments typiques de la géomorphologie périglaciaire y sont observables comme des polygones de triage, des coulées de blocs et des champs de blocs.

## Histoire
En 1923, une équipe de botanistes américains et le frère Marie-Victorin, botaniste québécois, ont étudié la flore du sommet. Le pic était d'ailleurs désigné Botanist's Dome ou pic des Botanistes.
En 1934, la Commission de géographie du Canada propose d'adopter le nom de Jacques Cartier pour marquer le 400e anniversaire de son premier voyage au Canada.

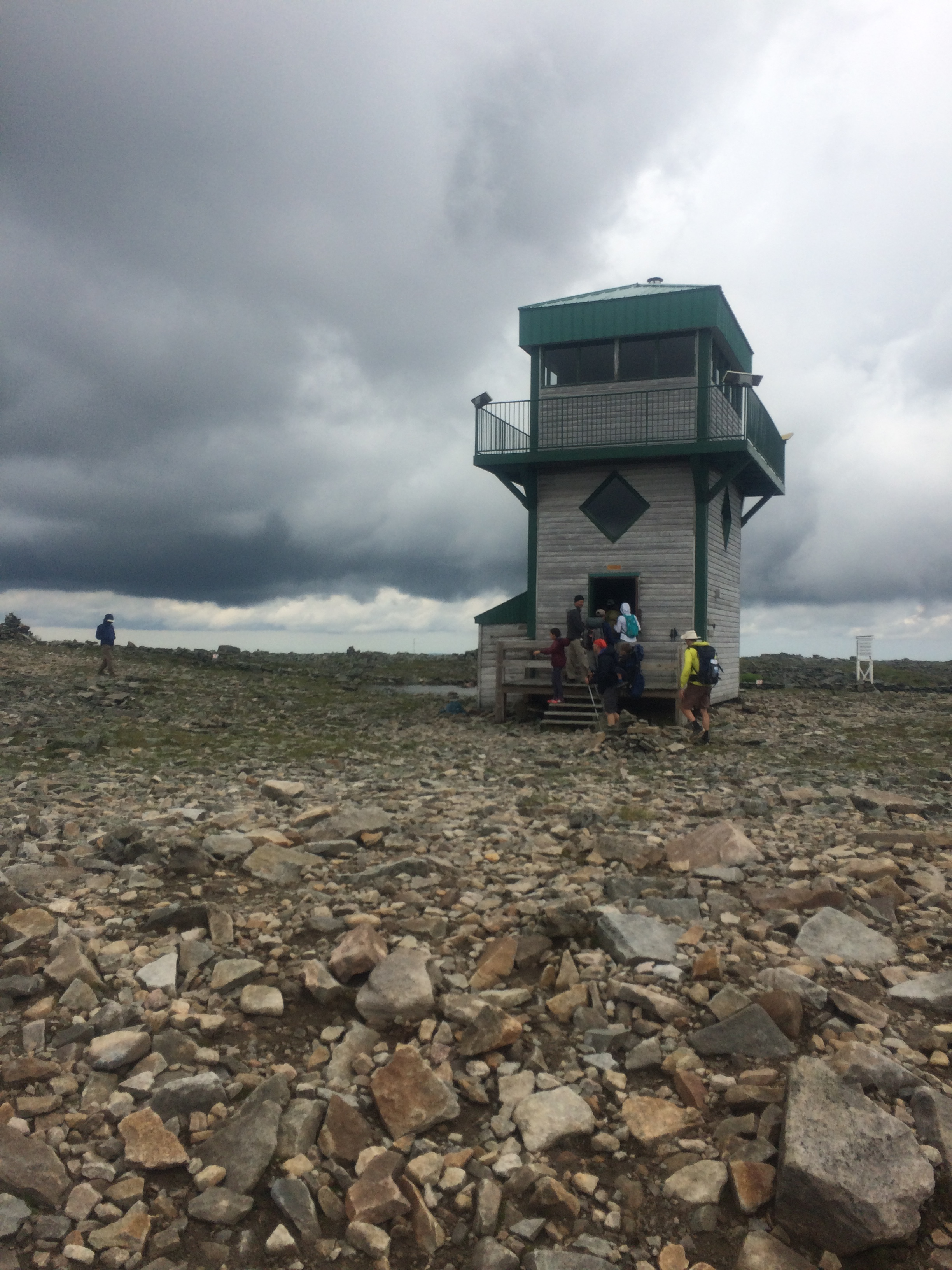
Abri au sommet du mont Jacques-Cartier.

En 1942, les Forces armées canadiennes installent une base d'observation aérienne sur le mont Jacques-Cartier. Un contingent de militaires y est en poste jusqu'à la fin de la Seconde Guerre mondiale.